# Provence rugby
L''Pays d'Aix rugby club és un club de Rugbi a 15 que juga a la Pro D2. El club es va fundar el 1970. L'any 2015 esdevé el Provence rugbi.